# England!
England! è un film del 2000 diretto da Achim von Borries.

## Trama
A causa del disastro nucleare di Černobyl', i medici di Valeri Sikorski gli comunicano che gli resta poco da vivere. Valeri decide così di fare la sua ultima avventura e parte per l'Inghilterra. Prima di partire si reca a Berlino per prendere Victor, il suo migliore amico. Victor è scomparso e la sua avventura si trasforma nella ricerca del suo amico.